# Konrad Just
Konrad Just OCist (als Josef Just * 19. März 1902 in Hruschau, Österreichisch-Schlesien; † 22. Oktober 1964 in Gramastetten) war ein österreichischer Zisterzienser, Seelsorger (Kaplan und Pfarrvikar) in der Gemeinde Gramastetten, Oberösterreich sowie NS-Opfer und langjähriger KZ-Häftling.

## Leben und Wirken
Josef Just wurde in Österreichisch-Schlesien als Sohn eines Eisenbahners geboren. Später übersiedelte die Familie nach Orlau. Der Junge ging in Alt-Oderberg und Teschen zur Schule.
Nach dem Auseinanderbrechen der Habsburgermonarchie übersiedelte die Familie nach Walding in Oberösterreich, wo sie 1919 eine neue Heimat fand. Just schloss 1921 in Linz das Gymnasium ab und trat im August des Jahres als Zisterzienser im Stift Wilhering ein, wo er den Ordensnamen „Konrad“ erhielt und am 29. Juni 1925 die Priesterweihe empfing.
Am 16. Oktober 1926 entsandte ihn das Stift als Kooperator nach Gramastetten. Wegen seiner dezidierten Ablehnung der nationalsozialistischen Weltanschauung wurde er bereits am Tag des deutschen Einmarsches in Österreich, dem 12. März 1938 verhaftet, im Bezirksgericht Ottensheim verhört, aber am nächsten Tag wieder entlassen. Mit Datum vom 16. März enthob man ihn seiner Seelsorgestelle in Gramastetten.
Am 10. Juni 1938 wurde Pater Just erneut verhaftet, ins Polizeigefängnis Linz verbracht und am 25. Juli des Jahres an das KZ Dachau überstellt. Hier kam er von 15. Oktober bis 2. Dezember 1938 in Dunkelhaft und erhielt nur jeden 4. Tag etwas Nahrung. Nach eigenen Angaben war er damals in Versuchung, den eigenen Kot zu essen, da er so vom Hunger gequält wurde, begnügte sich dann aber mit dem Abnagen der Seife. Am 19. Oktober erhielt er die unter den Gefangenen so gefürchteten 25 Stockhiebe, deren Verabreichung er selbst mitzählen musste.
Vom 27. September 1939 bis zum 6. Dezember 1940 befand sich Konrad Just im KZ Buchenwald, wo er an Hungerruhr erkrankte. Hier war er 1940 Zeuge der Ermordung seiner Mitbrüder Otto Neururer und Matthias Spanlang, wovon der Erstere 1996 seliggesprochen wurde.
Am 7. Dezember 1940 kehrte der Zisterzienser nach Dachau zurück und es gelang ihm, anlässlich der Lagerräumung, bei einem der sogenannten „Todesmärsche“, am 30. April 1945 zu entfliehen. Bei den Franziskanerinnen der St. Josefskongregation zu Percha am Starnberger See konnte er mit anderen Mitbrüdern untertauchen. Hier verfasste er auch seine ersten Erinnerungen an die Haft.

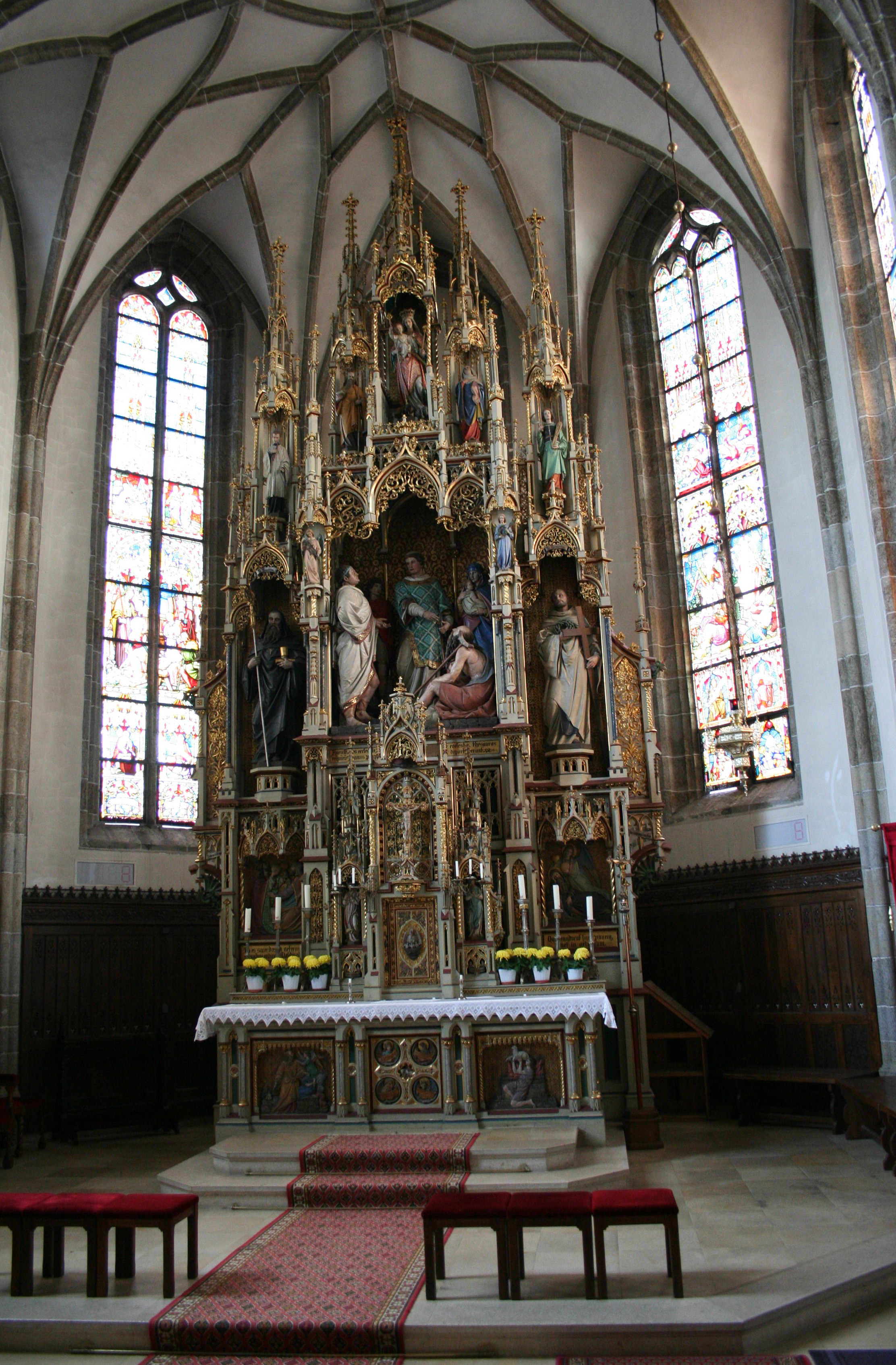
Hochaltar der Pfarrkirche Gramastetten

Konrad Just kehrte nach Österreich zurück und übernahm ab 1. September 1945 wieder die Seelsorgestelle in Gramastetten, wo er nun als Pfarrprovisor bzw. Pfarrvikar amtierte. Wegen seiner volkstümlichen und rustikalen Art war er ab den 1950er Jahren in der Umgebung von Linz unter dem Spitznamen „Don Camillo des Mühlviertels“ bekannt.
Pater Just war ein großer Marienverehrer. Er starb am 22. Oktober 1964 beim Feiern der Hl. Messe, auf den Stufen des Hochaltares der Pfarrkirche Gramastetten. Todesursache war ein Schlaganfall.
Seine Haftaufzeichnungen ließ das Zisterzienserstift Wilhering unter dem Titel „Meine Erlebnisse in den KZ-Lagern Dachau und Buchenwald“, posthum publizieren.
Der Schriftsteller Fritz Habeck setzte Konrad Just 1965 ein literarisches Denkmal, indem er ihn als Vorlage des fiktiven Paters „Kajetan von Pirkham“ in seinem Roman „Der Piper“ wählte.